# Sycon ornatum
Sycon ornatum är en svampdjursart som beskrevs av Kirk 1898. Sycon ornatum ingår i släktet Sycon och familjen Sycettidae.
Artens utbredningsområde är havet kring Nya Zeeland. Inga underarter finns listade i Catalogue of Life.